# Lill-Avasjön
Lill-Avasjön är en sjö i Åsele kommun i Lappland och ingår i Ångermanälvens huvudavrinningsområde. Sjön har en area på 0,982 kvadratkilometer och ligger 364,1 meter över havet. Sjön avvattnas av vattendraget Avasjöbäcken.

## Delavrinningsområde
Lill-Avasjön ingår i det delavrinningsområde (713341-155611) som SMHI kallar för Utloppet av Lill-Avasjön. Medelhöjden är 390 meter över havet och ytan är 7,1 kvadratkilometer. Det finns ett avrinningsområde uppströms, och räknas det in blir den ackumulerade arean 18,6 kvadratkilometer. Avasjöbäcken som avvattnar avrinningsområdet har biflödesordning 3, vilket innebär att vattnet flödar genom totalt 3 vattendrag innan det når havet efter 231 kilometer. Avrinningsområdet består mestadels av skog (76 procent). Avrinningsområdet har 0,97 kvadratkilometer vattenytor vilket ger det en sjöprocent på 13,7 procent.